# Eli Whitney
Eli Whitney (Westborough, Massachusetts; 8 de diciembre de 1765-New Haven, Connecticut; 8 de enero de 1825) fue un inventor y fabricante estadounidense.

## Biografía
Estudió Ciencia y Tecnología en el Yale College. Tradicionalmente se dice que a los trece años inventó el pelador de manzanas pero no lo patentó, lo que es cierto es que inventó la máquina para desgranar el algodón en 1793. Esta máquina es una unidad mecánica que separaba las semillas del algodón, lo que hasta entonces era un trabajo muy pesado, por la escasa participación humana.
La mayor contribución de Whitney para la industria de los Estados Unidos fue la importación e implementación del sistema de fabricación y la línea de montaje. Fue el primero en usarla en la producción de mosquetes para el gobierno de los Estados Unidos y el segundo en el mundo, ya que el inventor francés Honoré Le Blanc la implementó en la fabricación de mosquetes para el ejército francés (es de señalar que el ejército estadounidense compraba y recibía armas de la Francia de Luis XVI en aquella época).
Después de la independencia de Estados Unidos había una gran demanda de mosquetes en esa nación, y la independencia hizo posible producir bienes manufacturados. Eli Whitney encontró patrocinadores para respaldar el concepto de partes intercambiables de producción en la fabricación de mosquetes. Sin embargo, sus patrocinadores se impacientaron mucho cuando, después de que había pasado un tiempo considerable y haber gastado mucho dinero, se enteraron de que todavía estaba haciendo herramientas para fabricar partes. A la larga, no obstante, sus esfuerzos lograron producir partes intercambiables y económicas en grandes cantidades. El concepto de producir un conjunto de troqueles para fabricar un millón de partes, que ya es aceptado hoy día, no se entendía bien en esa época. 
El invento de Whitney de la despepitadora de algodón tipifica muchos avances mecánicos sumamente importantes de la época, pero hay pocas dudas de que su concepto de crear herramientas para producir partes intercambiables fue la mayor innovación de ese período.
Los conceptos de Whitney fueron explotados más adelante por Henry Ford y otros en la industria.

## Trayectoria
Whitney es famoso por dos innovaciones que tuvieron un impacto significativo en los Estados Unidos a mediados del siglo XIX: la desmotadora de algodón (1793) y su defensa de las piezas intercambiables . En el sur, la desmotadora de algodón revolucionó la forma en que se cosechaba el algodón y revitalizó la esclavitud. Por el contrario, en el Norte, la adopción de piezas intercambiables revolucionó la industria manufacturera y contribuyó en gran medida a la victoria estadounidense en la Guerra Civil.

### Desmotadora de algodón

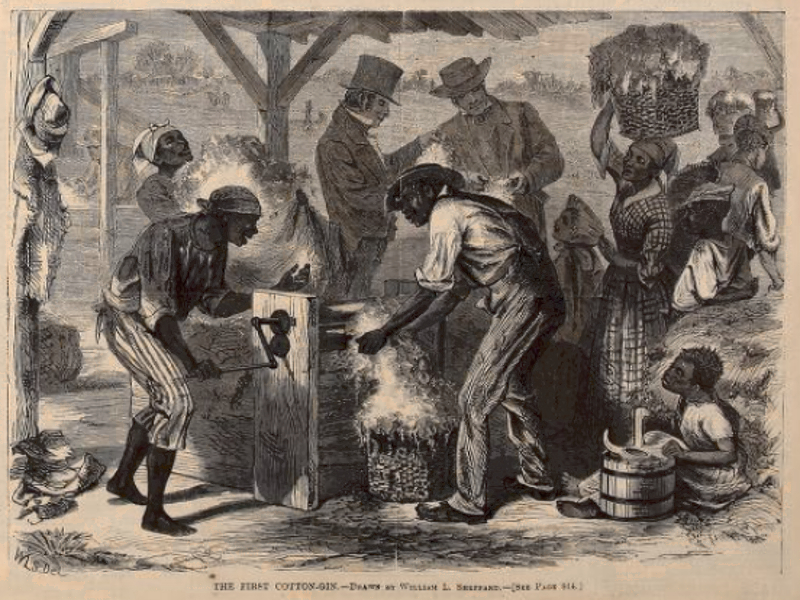
"Primera desmotadora de algodón" de Harpers Weekly. Ilustración de 1869 que representa un evento de unos 70 años antes.

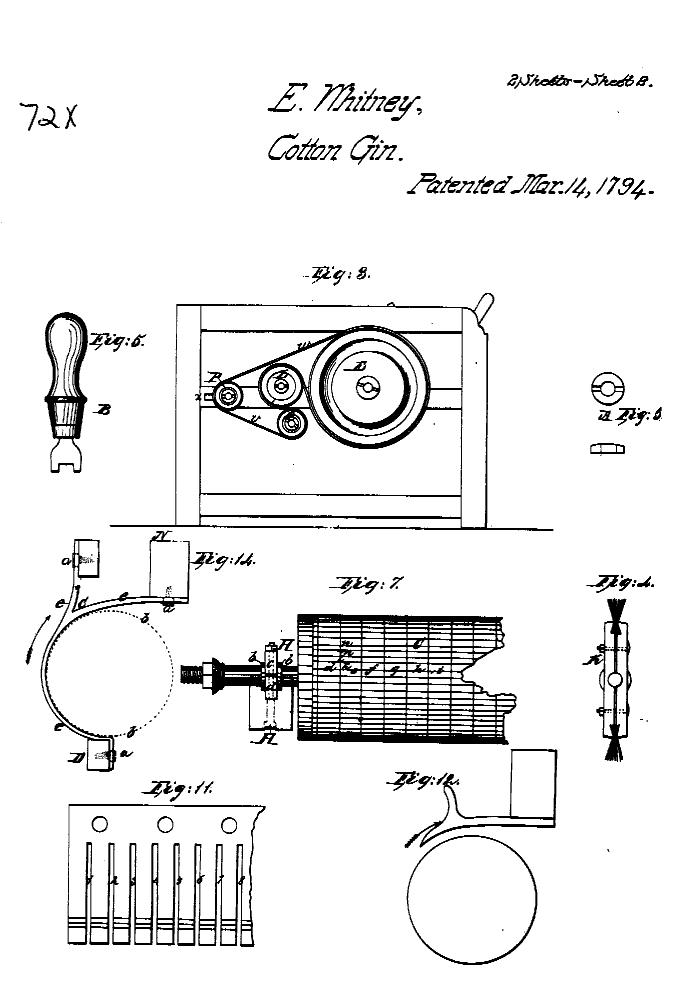
Patente de desmotadora de algodón. Muestra hojas de desmotado de dientes de sierra, que no formaban parte de la patente original de Whitney.

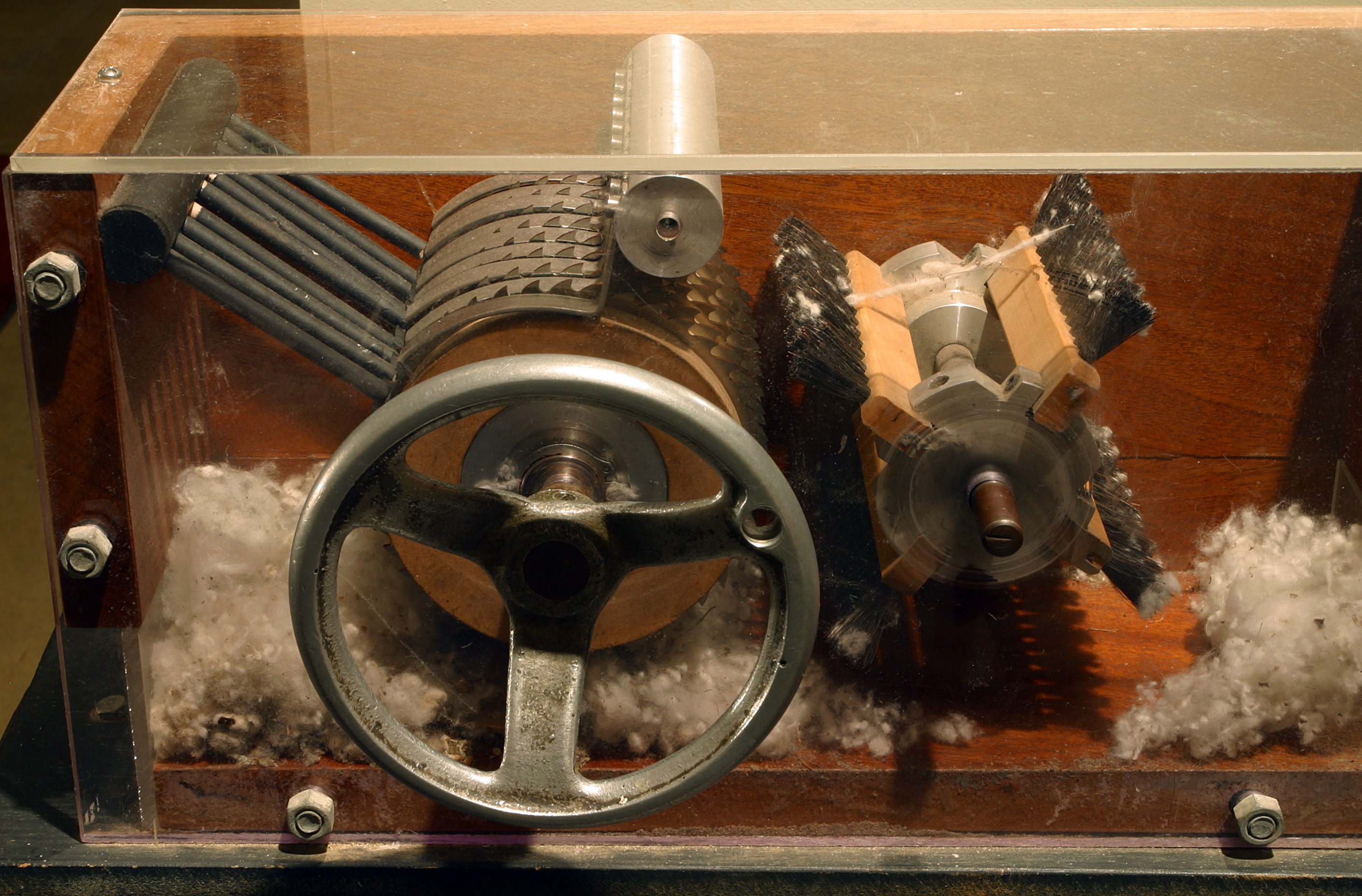
Una desmotadora de algodón en exhibición en el Museo Eli Whitney.

La desmotadora de algodón es un dispositivo mecánico que elimina las semillas del algodón, un proceso que anteriormente requería mucha mano de obra. La palabra ginebra es la abreviatura de motor. Durante su estancia en Mulberry Grove, Whitney construyó varios dispositivos domésticos ingeniosos que llevaron a la Sra. Greene a presentarle a algunos hombres de negocios que estaban discutiendo la conveniencia de una máquina para separar el algodón americano (upland) de fibra corta de sus semillas, trabajo que luego se hacía a mano en la fábrica. tasa de una libra de pelusa al día. En unas pocas semanas, Whitney produjo un modelo. La desmotadora de algodón era un tambor de madera con ganchos que tiraban de las fibras de algodón a través de una malla. Las semillas de algodón no cabían a través de la malla y caían afuera. Whitney ocasionalmente contó una historia en la que estaba reflexionando sobre un método mejorado para sembrar el algodón cuando se inspiró al observar a un gato que intentaba tirar de un pollo a través de una cerca y solo podía sacar algunas de las plumas.
Una sola desmotadora de algodón podría generar hasta 55 libras (25 kg) de algodón limpio al día. Esto contribuyó al desarrollo económico del sur de los Estados Unidos, un área de cultivo de algodón de primera; algunos historiadores creen que esta invención permitió que el sistema de esclavitud africana en el sur de los Estados Unidos se volviera más sostenible en un punto crítico de su desarrollo.
Whitney solicitó la patente para su desmotadora de algodón el 28 de octubre de 1793 y recibió la patente (luego numerada como X72) el 14 de marzo de 1794, pero no fue validada hasta 1807. Whitney y su socio, Miller, no tenían intención de vender las desmotadoras. Más bien, como propietarios de molinos y aserraderos, esperaban cobrar a los agricultores por limpiar su algodón: dos quintas partes del valor, pagado en algodón. El resentimiento por este esquema, la simplicidad mecánica del dispositivo y el estado primitivo de la ley de patentes, hizo que la infracción fuera inevitable. Whitney y Miller no pudieron producir suficientes desmotadoras para satisfacer la demanda, por lo que las desmotadoras de otros fabricantes encontraron la venta lista. En última instancia, las demandas por infracción de patentes consumieron las ganancias (una patente, posteriormente anulada, se concedió en 1796 a Hogden Holmes para una desmotadora que sustituyó las sierras circulares por las púas) y su empresa desmotadora de algodón cerró en 1797. Un punto que a menudo se pasa por alto es que hubo inconvenientes en el primer diseño de Whitney. Existe evidencia significativa de que los defectos de diseño fueron resueltos por su patrocinadora, la Sra. Greene, pero Whitney no le dio crédito ni reconocimiento público.
Después de la validación de la patente, la legislatura de Carolina del Sur votó $50,000 por los derechos para ese estado, mientras que Carolina del Norte impuso un impuesto de licencia por cinco años, de los cuales se obtuvieron alrededor de $30,000. Hay un reclamo de que Tennessee pagó, quizás, $10,000. Si bien la desmotadora de algodón no le dio a Whitney la fortuna que esperaba, le dio fama. Algunos historiadores han argumentado que la desmotadora de algodón de Whitney fue una causa importante, aunque no intencionada, de la guerra civil estadounidense. Después de la invención de Whitney, la industria de la esclavitud en las plantaciones se rejuveneció y finalmente culminó en la Guerra Civil.
La desmotadora de algodón transformó la agricultura sureña y la economía nacional. El algodón del sur encontró mercados listos en Europa y en las florecientes fábricas textiles de Nueva Inglaterra . Las exportaciones de algodón de EE. UU. crecieron después de la aparición de la desmotadora de algodón: de menos de 500 000 libras (230 000 kg) en 1793 a 93 millones de libras (42 000 000 kg) en 1810. El algodón era un alimento básico que podía almacenarse durante largos períodos y enviarse largas distancias, a diferencia de la mayoría de los productos agrícolas. Se convirtió en la principal exportación de EE. UU. y representó más de la mitad del valor de las exportaciones de EE. UU. entre 1820 y 1860.
Whitney creía que su desmotadora de algodón reduciría la necesidad de mano de obra esclava y ayudaría a acelerar el fin de la esclavitud en el sur. [2] Paradójicamente, la desmotadora de algodón, un dispositivo que ahorra trabajo, ayudó a preservar y prolongar la esclavitud en los Estados Unidos por otros 70 años. Antes de la década de 1790, la mano de obra esclava se empleaba principalmente en el cultivo de arroz, tabaco e índigo, ninguno de los cuales ya era especialmente rentable. Tampoco lo fue el algodón, debido a la dificultad de sacar la semilla. Pero con la invención de la desmotadora, el cultivo de algodón con mano de obra esclava se volvió muy rentable: la principal fuente de riqueza en el sur de Estados Unidos y la base de los asentamientos fronterizos desde Georgia hasta Texas. "El Rey algodón" se convirtió en una fuerza económica dominante y la esclavitud se mantuvo como una institución clave de la sociedad sureña.

### Piezas intercambiables

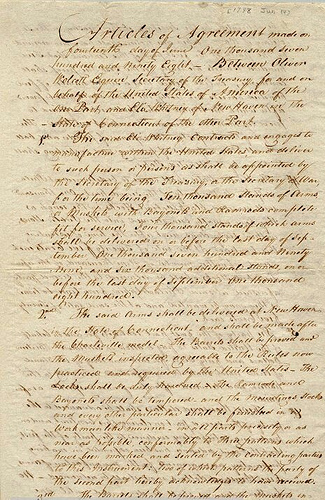
Primer contrato de Eli Whitney como fabricante de armas de fuego, 1798. Firmado por Oliver Wolcott, Jr., Secretario del Tesoro.

A Eli Whitney a menudo se le ha atribuido incorrectamente la invención de la idea de las piezas intercambiables, que defendió durante años como fabricante de mosquetes; sin embargo, la idea era anterior a Whitney, y el papel de Whitney en ella era de promoción y popularización, no de invención. La implementación exitosa de la idea eludió a Whitney hasta casi el final de su vida, ocurriendo primero en las armerías de otros.
Los intentos de intercambiabilidad de partes se remontan a las Guerras Púnicas a través de restos arqueológicos de barcos ahora en el Museo Archeologico Baglio Anselmi y relatos escritos contemporáneos. En los tiempos modernos, la idea se desarrolló durante décadas entre muchas personas. Uno de los primeros líderes fue Jean-Baptiste Vaquette de Gribeauval, un artillero francés del siglo XVIII que creó una buena cantidad de estandarización de piezas de artillería, aunque no una verdadera intercambiabilidad de piezas. Inspiró a otros, incluidos Honoré Blanc y Louis de Tousard, para trabajar más en la idea, y en las armas de hombro, así como en la artillería. En el siglo XIX, estos esfuerzos produjeron el "sistema de armería" o el sistema estadounidense de fabricación. Ciertos otros habitantes de Nueva Inglaterra, incluidos el Capitán John H. Hall y Simeon North, llegaron a la intercambiabilidad exitosa antes que la armería de Whitney. La armería de Whitney finalmente tuvo éxito poco después de su muerte en 1825.
Los motivos detrás de la aceptación de Whitney de un contrato para fabricar mosquetes en 1798 fueron principalmente monetarios. A fines de la década de 1790, Whitney estaba al borde de la bancarrota y el litigio de la desmotadora de algodón lo había dejado muy endeudado. Su fábrica de desmotadora de algodón de New Haven se había quemado hasta los cimientos y los litigios minaron sus recursos restantes. La Revolución Francesa había iniciado nuevos conflictos entre Gran Bretaña, Francia y Estados Unidos. El nuevo gobierno estadounidense, al darse cuenta de la necesidad de prepararse para la guerra, comenzó a rearmarse. El Departamento de Guerra emitió contratos para la fabricación de 10.000 mosquetes. Whitney, que nunca había fabricado un arma en su vida, obtuvo un contrato en enero de 1798 para entregar de 10 000 a 15 000 mosquetes en 1800. No había mencionado piezas intercambiables en ese momento. Diez meses después, el secretario del Tesoro, Oliver Wolcott, Jr., le envió un "folleto extranjero sobre técnicas de fabricación de armas", posiblemente uno de los informes de Honoré Blanc, después de lo cual Whitney comenzó a hablar sobre intercambiabilidad.

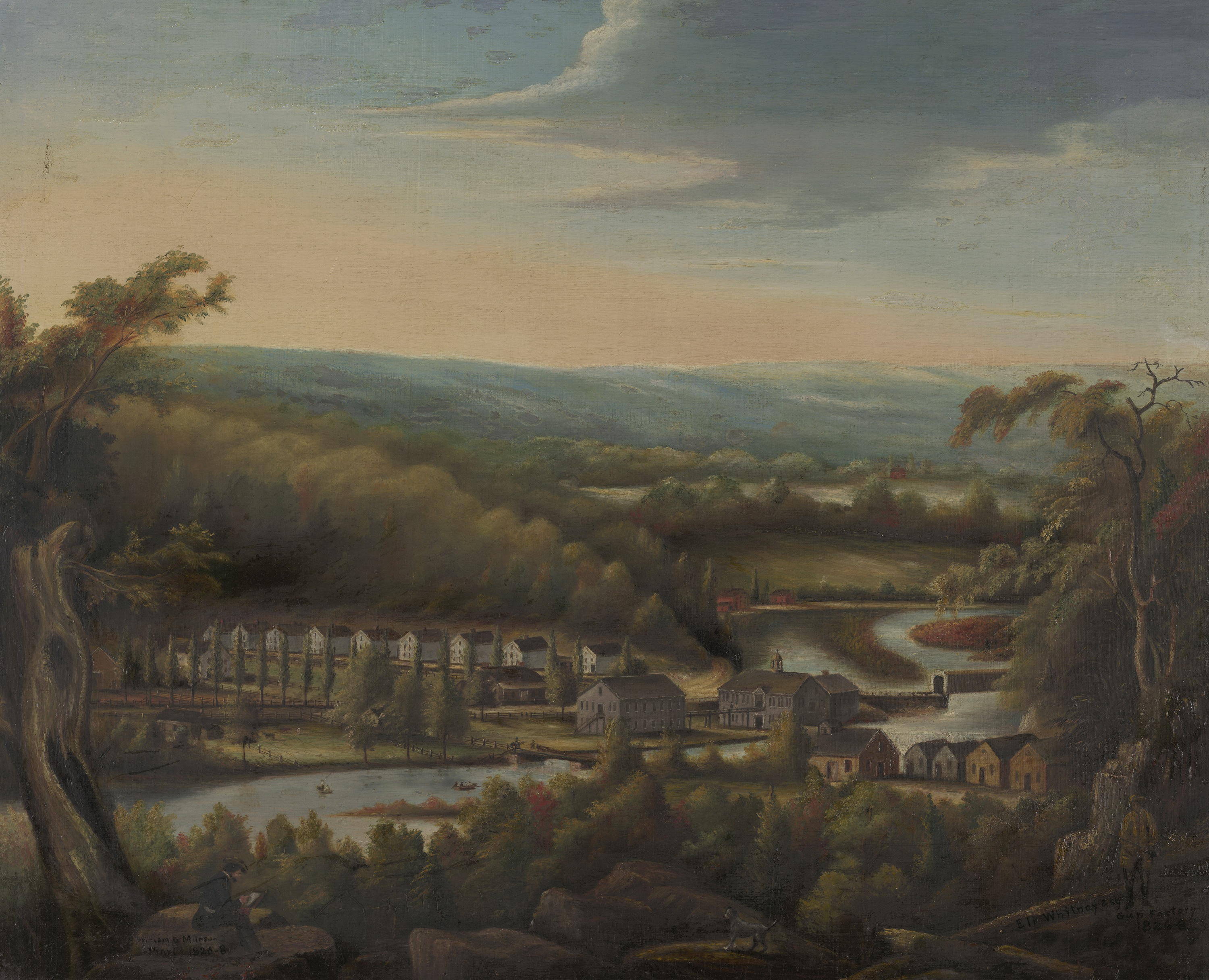
Fábrica de armas de Whitney en 1827

En mayo de 1798, el Congreso votó a favor de una legislación que utilizaría ochocientos mil dólares para pagar armas pequeñas y cañones en caso de que estallara la guerra con Francia. Ofreció un incentivo de 5.000 dólares con 5.000 dólares adicionales una vez que se agotara ese dinero para la persona que pudiera producir armas con precisión para el gobierno. Debido a que la desmotadora de algodón no le había dado a Whitney las recompensas que creía que prometía, aceptó la oferta. Aunque el contrato era por un año, Whitney no entregó las armas hasta 1809, usando múltiples excusas por la demora. Recientemente, los historiadores descubrieron que entre 1801 y 1806, Whitney tomó el dinero y se dirigió a Carolina del Sur para sacar provecho de la desmotadora de algodón.
Aunque la demostración de Whitney de 1801 parecía mostrar la viabilidad de crear piezas intercambiables, Merritt Roe Smith concluye que fue "escenificado" y "engañó a las autoridades gubernamentales" haciéndoles creer que había tenido éxito. La farsa le ganó tiempo y recursos para lograr ese objetivo.
Cuando el gobierno se quejó de que el precio por mosquete de Whitney se comparaba desfavorablemente con los producidos en los arsenales del gobierno, pudo calcular un precio real por mosquete incluyendo costos fijos como seguros y maquinaria, que el gobierno no había contabilizado. Por lo tanto, hizo contribuciones tempranas tanto a los conceptos de contabilidad de costos como a la eficiencia económica en la fabricación.

### Fresadora
El historiador de máquinas herramienta Joseph W. Roe atribuyó a Whitney la invención de la primera máquina fresadora alrededor de 1818. El trabajo posterior de otros historiadores (Woodbury; Smith; Muir; Battison [citado por Baida ]) sugiere que Whitney se encontraba entre un grupo de contemporáneos todos desarrollando máquinas fresadoras aproximadamente al mismo tiempo (1814 a 1818), y que los otros fueron más importantes para la innovación que Whitney. (Es posible que la máquina que entusiasmó a Roe no se construyó hasta 1825, después de la muerte de Whitney). Por lo tanto, no se puede describir a ninguna persona como el inventor de la máquina de moler.

## Vida posterior y legado

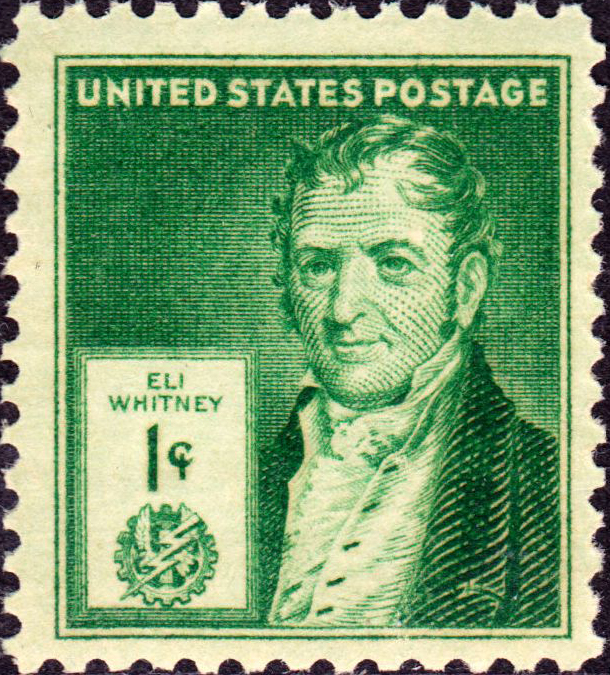
Eli Whitney en US Postage Stamps and postal history of the United States#Famous Americans Series of 1940

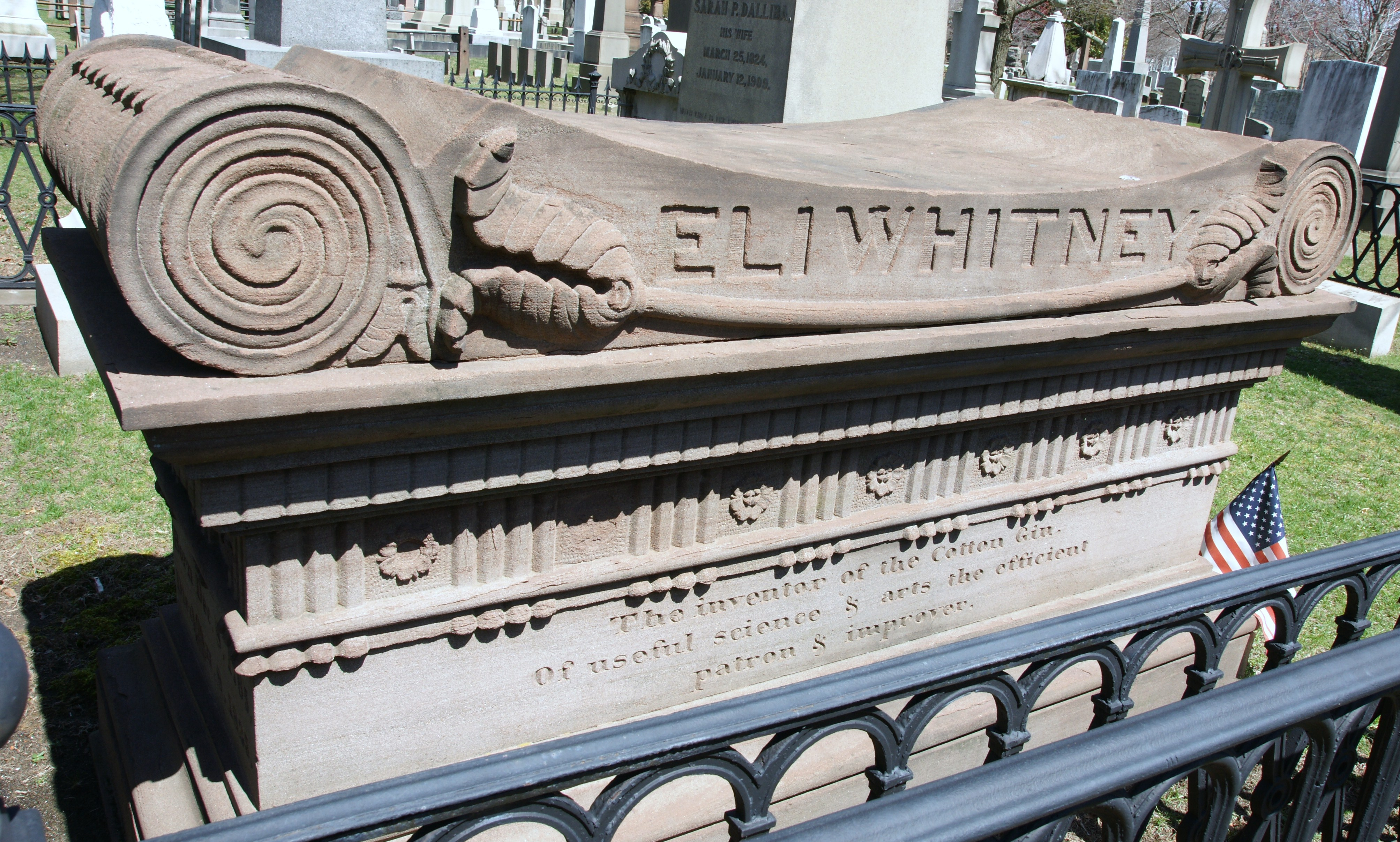
Lado sur del monumento a Eli Whitney en el Grove Street Cemetery, New Haven, Connecticut

A pesar de sus humildes orígenes, Whitney era muy consciente del valor de las conexiones sociales y políticas. Al crear su negocio de armas, aprovechó el acceso que su condición de exalumno de Yale le proporcionaba a otros graduados bien situados, como Oliver Wolcott, Jr, Secretario del Tesoro (clase de 1778), y James Hillhouse, promotor y líder político de New Haven.
Su matrimonio en 1817 con Henrietta Edwards, nieta del afamado evangelista Jonathan Edwards, hija de Pierpont Edwards, jefe del Partido Demócrata en Connecticut, y prima hermana del presidente de Yale, Timothy Dwight, el principal federalista del estado, lo vinculó aún más a la élite dirigente de Connecticut. En un negocio que dependía de los contratos del gobierno, estas conexiones eran esenciales para el éxito.
Whitney murió de cáncer de próstata el 8 de enero de 1825, en New Haven, Connecticut, apenas un mes después de cumplir 59 años. Dejó una viuda y sus cuatro hijos. Uno de sus hijos, Eli Whitney III (conocido como Eli Whitney Jr.), desempeñó un papel decisivo en la construcción de las obras hidráulicas de New Haven, Connecticut.[cita requerida] Durante el transcurso de su enfermedad, se dice que inventó y construyó varios dispositivos para aliviar mecánicamente su dolor.
El Programa de Estudiantes Eli Whitney, el programa de admisión de la Universidad de Yale para estudiantes no tradicionales, lleva su nombre en honor a Whitney, que no sólo comenzó sus estudios allí cuando tenía 23 años, sino que también llegó a graduarse Phi Beta Kappa en sólo tres años.